# WWE Countdown
WWE Countdown，是美國世界摔角娛樂（WWE）公司所制作的互動式節目，目前僅於世界摔角娛樂網路服務轉播。WWE Countdown每集都會有不同的主題，播出前十名的排名記錄。WWE Countdown中將使用所有世界摔角娛樂摔角迷們通過不同投票和互動社群媒體的排名結果，而過去和現在的世界摔角娛樂人員
將會討論由摔角迷們投票出來的排名結果。

## 外部連結
- Official WWE Website （页面存档备份，存于）